# Revoluční ukrajinská strana
Revoluční ukrajinská strana (ukrajinsky: Революційна українська партія), často nazývaná zkratkou RUP, byla první ukrajinská politická strana v Ruské říši. Založena byla 11. února 1900 charkovskou studentskou tajnou společností Hromada. Řada zakladatelů strany byla předtím též členem Bratrstva Tarasovců a sociálně demokratického kruhu Ivana Stešenka a Lesji Ukrajinky. Klíčovými osobnostmi strany byli původně Dmytro Antonovyč a Volodymyr Vynnyčenko. Základním programem byla nezávislost Ukrajiny, jinak byla strana pozoruhodně otevřená různým ideologiím. První sjezd se konal v prosinci 1902. V roce 1903 se strana odklonila od svého původního programu nezávislé Ukrajiny a přešla na internacionální pozice sociální demokracie (zhruba v intencích Erfurtského programu). Téhož roku se sloučila s Ukrajinskou socialistickou stranou se sídlem v Kyjevě, která odrážela program Polské socialistické strany (založené roku 1892). V roce 1903 bylo mnoho členů strany zatčeno, jiní uprchli do Lvova (tehdy na území Rakousko-Uherska). V roce 1904 se novým vůdcem strany stal Mykola Porš, který se zaměřil na agitaci mezi městským dělnictvem a smazal původní spíše agrární charakter strany. V prosinci 1904 se konal druhý sjezd, který vyvrcholil rozkolem, což vedlo radikálně marxistické členy (včetně Porše a Vynnyčenka) k odchodu a založení vlastní Ukrajinské sociálně demokratické unie v lednu 1905. V prosinci 1905 zbylé členstvo Revoluční ukrajinské strany rozhodlo o přejmenování strany na Ukrajinskou sociálně demokratickou stranu práce.